# Викторијанска декоративна уметност
Викторијанска декоративна уметност односи се на стил декоративне уметности током викторијанске ере. Нашироко се сматра да је викторијански дизајн допустио себи неумерену количину украса. Викторијанско доба познато је по својој интерпретацији и еклектичном оживљавању историјских стилова заједно са увођењем блискоисточних и азијских утицаја у намештај, опрему и декорацију ентеријера. Покрет уметности и занатства, естетски покрет, англо-јапански стил и стил сецесије имају своје зачетке у касном викторијанском добу и готичком периоду.

## Архитектура
Викторијанска архитектура представља серију архитектонских стилова обнове који су били популарни током средине и касног 19. века. Назив „викторијанска“ потиче од периода владавине краљице Викторије (1837–1901), познатог као Викторијанска епоха, током које су се ови стилови користили у градитељству. Ипак, многи елементи онога што се данас сматра типично викторијанском архитектуром постали су популарни тек од око 1850. године па надаље.
Ови стилови често укључују тумачења и еклектичне обнове историјских стилова (историцизам). Назив одражава британску и француску праксу именовања архитектонских стилова према владајућем монарху. У том контексту, викторијанска архитектура следи грузијанску архитектуру, а касније и регентски стил, и претходи едвардијанској архитектури.
Иако краљица Викторија није владала Сједињеним Америчким Државама, термин се често користи и за америчке стилове и грађевине из истог периода, као и за оне на територији некадашњег Британског царства.

## Декорација и дизајн ентеријера
Декорација и дизајн ентеријера викторијанске ере познати су по уређености и украсима. Кућа из овог периода била је идеалистички подељена на просторије, са пажљиво одвојеним јавним и приватним простором. Салон је био најважнија просторија у кући и био је излог власникa кућe где су се гости забављали. Пуста соба сматрала се показатељем лошег укуса, па је свака површина била испуњена предметима који су одражавали интересе и тежње власника. Трпезарија је била друга по важности просторија у кући. Креденац је најчешће био централна тачка трпезарије и веома китњасто украшен.
- Вила Вандербилт, дневна соба
- 1879. година, салон музеј кућe Emlem Physick Estate, улица Washington Street, број 1048, Њу Џерзи
- Кућа Lanhydrock, салон
- Dunedin клуб, ентеријер, сала за билијар

## Зидови и таванице
Сматра се да је избор боје на зидовима у викторијанским домовима био заснован на намени просторије. Ходници који су чинили предсобљe и степеништa фарбани су у суморно сиво како не би били конкуренција околним просторијама. Већина људи мермерисала je зидове или столарију. Такође, било је уобичајено да се мокри малтер на зидовима дуби како би личио на камене блокове. Завршни слојеви који су били или мермерисани или зрнасти често су се налазилни на вратима и столарији. „Текстура“ је требало да имитира дрво већег квалитета које је било теже за обраду. Постојала су посебна правила за одабир боја и унутрашњи распоред. Теорија „хармонија по аналогији“ представљала је употребу боја које су се налазиле једна до друге на спектру боја. Друга је била „хармонија по контрасту“  и подразумевала је да се користе боје које су биле супротне једна другој на спектру боја. Постојао је омиљени троделни зид који је укључивао дадо или зидну облогу на дну, поље у средини и фриз или венац на врху. Биo је популарaн у 20. веку. Фредерик Волтон, који је креирао линолеум 1863. године, осмислио је технику за утискивање полутечног ланеног уља са водоотпорним папиром или платном у виду потпоре. Ова творевина звала се Линкруста и наносила се слично као тапета. Читав процес олакшао је да се затим пређе преко уља и учини да личи на дрво или различите врсте коже. На плафонима висине 2,4–4,3 метра боја је била три нијансе светлијa од боје која је била на зидовима и обично је имала висок квалитет орнаментике јер су људи преферирали декорисанe плафонe.

## Намештај
У викторијанском периоду није постојао само један доминантан стил намештаја. Дизајнери су радије користили и модификовали многе стилове преузете из различитих временских периода у историји попут готике, доба Тјудорових, елизабетанског периода, енглеског рококоа, неокласичног периода и других. Готички и рококо стил оживљавања били су најчешћи стилови који су се могли  видети на намештају током овог периода у историји.
- Алберт Шевалије Тејлер, Сиви салон
- Алберт Шевалије Тејлер, Период Кућног реда
- Доручак Алберта Шевалијеа Тајлера (1909)
- Кићење јелке Марсела Ридера (1862-1942)

## Тапете
Тапете и зидне облоге постале су доступне све већем броју домаћинстава са својим широким спектром дизајна и различитим ценовним рангом. То је било због увођења техника масовне производње и укидања Пореза на тапете из 1712.  у Енглеској 1836. године.
Тапете су често садржале сложене цветне шаре са примарним бојама (црвена, плава и жута) у позадини и биле прештампане крем и смеђим нијансама. После свега овога појавилe су се тапете инспирисанe готичком уметношћу у земљаним тоновима са стилизованим шарама у виду лишћа и цвећа. Вилијам Морис био је један од најутицајнијих дизајнера тапета и тканина у другој половини викторијанског периода. Морис је у свом раду користио средњовековне и готичке таписерије које су за њега биле извор инспирације. На плафонима и фризовима коришћен је рељефни папир.
- Тaпета Артичока, аутор Џон Хенри Дирли за Morris & Co., око 1897. године (Музеј Викторије и Алберта).
- Тапета са биљком Acanthus (1875)
- Морисов змијолики штампани текстил (1876)
- Тканина за намештај од вуне са шарама у виду пауна и змаја (1878)
- Дизајн текстилa за Windrush (1881–83)
- Детаљ таписерије са детлићeм (1885)

- Трпезарија градске куће Теодора Рузвелта старијег, Њујорк (1873, срушена)
- Трпезарија у викторијанском стилу, САД, ране 1900-те
- Салон у викторијанском стилу, САД, ране 1900-те
- Соба викторијанског дизајна, ране 1900-те
- Салон куће Whittemore, улица New Hampshire Avenue, број 1526, Dupont Circle, Вашингтон

- Спаваћа соба из 1890-их, Национално историјско место Џејмса А. Гарфилда
- Изложба спаваће собе викторијанског периода, музеј Dalgarven Mills, Ејршир
- Дневна соба викторијанског периода
- Кухиња викторијанског периода, музеј Dalgarven Mill, Ејршир
- Кухиња викторијанског периода, музеј Dalgavren Mill
- Учионица у радном дому

## Естетика викторијанске декорације Оскара Вајлда
Главни међу практичарима декоративног естетизма у књижевности био је Оскар Вајлд, који је заговарао викторијански декоративни индивидуализам у говору, фикцији и форми есеја. Вајлдов појам културног просветљења кроз визуелне назнаке одјекује идејама Александра фон Хумболтa који је тврдио да машта није романтичан плод оскудице и мистерије, већ нешто што би свако могао да почне да развија уз помоћ других метода, укључујући органске елементе у птеридоманији.
Променом свог непосредног станишта, човек је променио и мишљење. Вајлд је веровао да је пут у космополитизaм почео као средство за помрачење друштвенe приземности и да се такве смернице неће наћи у књигама или учионицама, већ кроз проживљену платонску епистемологију. Естетска промена у домаћој викторијанској декоративној уметности достигла је свој врхунац у дословној трансформацији појединца у космополиту, баш како је и Вајлд био окарактерисан и познат међу људима на својој турнеји по Америци.
За Вајлда, међутим, унутрашње значење викторијанске декоративне уметности је четвороструко: човек мора прво да реконструише своју унутрашњост како би схватио оно што је споља (и када је реч о стамбеном простору и када је реч о уму), истовремено се враћајући oд фон Хумболтa до Платона да би се удубио у савремени космополитизам, чиме у идеалном стању постаје и сам задивљујуће естетски.